# Mariza
Mariza, nome artístico de Marisa dos Reis Nunes ComIH (Lourenço Marques, 16 de dezembro de 1973), é uma cantora portuguesa.
Em menos de doze anos, Mariza passou de um fenómeno local quase escondido, partilhado apenas por um pequeno círculo de admiradores lisboetas, para uma das mais aplaudidas estrelas do circuito mundial da World Music.
Tem sido presença regular em palcos como o Carnegie Hall, em Nova Iorque, o Walt Disney Concert Hall, em Los Angeles, o Lobero Theater, em Santa Bárbara, a Salle Pleyel, em Paris, a Ópera de Sydney ou o Royal Albert Hall. O jornal britânico The Guardian considerou-a «uma diva da música do mundo». Ao longo de sua carreira vendeu mais de um milhão de discos no mundo todo, sendo uma das recordistas de vendas de discos em Portugal.

## Biografia

### Infância e juventude
Marisa nasceu em Lourenço Marques (atual Maputo), capital da província ultramarina portuguesa de Moçambique. É filha de pai português, José Brandão Nunes, e mãe moçambicana, Isabel Nunes. Nasceu prematura, de seis meses e meio sem qualquer justificação clínica aparente, e, segundo declarações da cantora à SIC, o pai considerava-a o bebé mais feio que alguma vez vira. Segundo ela «ainda tinha as orelhas coladas e os olhos por abrir»  e o próprio pai pensou que não sobreviveria.
Ao colo da mãe, com três anos, chegou ao Aeroporto da Portela em Lisboa, pela primeira vez em 1977. Na actual Maputo, o pai trabalhara como gerente de uma empresa Holandesa de nome Zuid. Durante o êxodo das famílias portuguesas nas antigas colónias ultramarinas portuguesas, o pai abandonou Moçambique com a família mais chegada, escolhendo Lisboa para recomeçar uma nova vida. Instalaram-se em Corroios e mais tarde no n.º 22 da Travessa dos Lagares, na Mouraria.
Em 1979 reabriram o restaurante Zalala no bairro típico de Lisboa, Mouraria, berço do fado e frequentado por inúmeros fadistas de referência, como Fernando Maurício e Artur Batalha bem como Alfredo Marceneiro Jr, filho de Alfredo Marceneiro, que levou Mariza com 7 anos a cantar pela primeira vez num ambiente profissional na Casa de Fado Adega Machado. Zalala, hoje fechado, o restaurante onde Mariza cresceu, foi assim nomeado em homenagem a uma praia moçambicana.
Foi o pai que determinou o gosto da cantora pelo fado. Segundo ela, o pai estava «sempre a ouvir fado e, na hora das refeições, nunca se via televisão; ouviam-se discos, sempre de fado…» Fernando Farinha, Fernando Maurício, Amália Rodrigues, Carlos do Carmo, entre muitos outros, eram os predilectos de José Nunes, e foram os que mais influenciaram a forma de cantar de Mariza.
Com cinco anos de idade, recebeu o seu primeiro xaile, e começou então a moldar a voz que a tornou famosa. Sobre o estabelecimento onde aprendeu a cantar o fado e onde atuou pela primeira vez aos cinco anos, já envergando um xaile negro, Mariza referiu:
| “ | Foi aqui que toda a história começou. Se calhar é aqui que vai acabar. Tudo pode acabar de repente, tal como começou, e eu volto à minha Mouraria e à taberninha dos meus pais para servir dobradinhas e copos de vinho que não me chateia nada! | ” |

Ali cruzou-se «com tantos fadistas que as suas caras já se esfumam na memória». O restaurante permanece fechado há vários anos mas ainda conserva na porta a placa com o seu nome e uma legenda que diz «O cantinho do artista».
Apenas na adolescência começou a ser levada a sério como cantora, mas os pais admitiram em várias entrevistas saberem que a filha tinha um «dom». O primeiro fado que interpretou no Zalala foi Os Putos, de Carlos do Carmo, que o seu pai lhe ensinou fazendo desenhos em toalhetes de papel. Ainda a menina não sabia ler, e era a forma de decorar os fados preferidos pelo pai, assim como Ó Ai Ó Linda e Menina das Tranças Pretas.
O recreio da escola primária da Mouraria era um palco para a menina de seis anos. Em entrevista ao Correio da Manhã, a antiga auxiliar de educação da escola, Dª. Fernanda, referiu que a jovem fazia uma roda com as colegas e depois ia para o meio delas onde cantava, com as professoras de vigia nos vestíbulos ou atrás das janelas, para que não se sentisse constrangida.
Outro dos seus hobbies era o sapateado, praticado à porta de casa com caricas de Coca-Cola coladas nos sapatos. Cantava em casa e, a cumprir o papel de microfone, utilizava latas de laca e desodorizantes. «Era a minha imitação do Fred Astaire!», declarou posteriormente.
Já na adolescência, Mariza passa a frequentar a Escola Secundária Gil Vicente. Era hábito seu fugir de casa para ir ouvir as noites de fado para o Grupo Desportivo da Mouraria, onde permanecia à porta, já que não lhe permitiam a entrada.
Até se assumir como fadista cantou diversos géneros musicais como, pop, gospel, soul, jazz e ainda música ligeira, acompanhando o artista/cantor Luís Filipe Reis. Na época, não caía bem entre os amigos dizer que um dos seus hobbies era cantar fado. Formou com alguns amigos uma banda de covers de nome Vinyl, e costumavam cantar no bar Xafarix, em Lisboa. Mais tarde formou os Funkytown.
A música brasileira era uma atração para Mariza que viveu durante cinco meses no Brasil, no ano de 1996.
Foi numa das mais típicas casas de fados de Lisboa, o Sr. Vinho, propriedade de Maria da Fé e de José Luís Gordo, situada na Lapa, que Mariza começou a cantar mais profissionalmente. «Maria da Fé foi praticamente a professora dela aqui», segundo José Luís Gordo, que chegou a escrever dois fados para a intérprete. A primeira música que cantou em público foi Povo que lavas no rio. Cantou também no Café Café, propriedade de Herman José.

### Primeiro disco e internacionalização
Em 1998 actua, a convite da Caixa Económica Luso-Belga, em Bruxelas e Amesterdão.
Em 1999 é convidada por Filipe La Féria para a lista de cantores que homenagearam Amália Rodrigues num espectáculo no Coliseu de Lisboa (e depois no Coliseu do Porto), transmitido em directo pela TVI. Entre as músicas que cantou estava Oiça lá ó Sr. Vinho e Estranha Forma de Vida.
O disco de estreia era para ser apenas uma edição privada, feita por insistência de João Pedro Ruela, mas acabou por ser editado em 32 países. Não conseguiu contrato de nenhuma editora discográfica portuguesa. No entanto, uma editora holandesa, a World Connection, decidiu apostar na fadista editando o seu primeiro disco em vários países.
2001 foi o ano em que Mariza editou o seu primeiro álbum, Fado em Mim, primeiro em Portugal e depois em 32 países. Entre as principais faixas do disco encontram-se Chuva, Ó Gente da Minha Terra e Oiça lá ó senhor vinho.
O disco é uma espécie de tributo a Amália Rodrigues, já que muitas das músicas eram do seu repertório. Uma das músicas que conseguiu melhor repercussão foi Chuva. Barco Negro surge também numa versão bastante diferente da original, ritmada pela percussão de João Pedro Ruela. Loucura, uma das mais emblemáticas músicas do seu repertório, iniciou não só este disco como dois dos seus principais concertos: o concerto em Lisboa, nos jardins da Torre de Belém, do qual se originou um álbum que recebeu uma nomeação para um Grammy Latino, e o concerto no Pavilhão Atlântico com convidados especiais, a 8 de Novembro de 2007, dado simultaneamente à festa de entrega dos Grammys para os quais estava nomeada.
Com este CD surgiram as primeiras turnés no estrangeiro e os primeiros prémios e nomeações. O primeiro prémio que recebe foi atribuído, em 2001, ao álbum Fado em Mim pela crítica alemã - Deutsche Schallplatten Kritik, com Mariza.

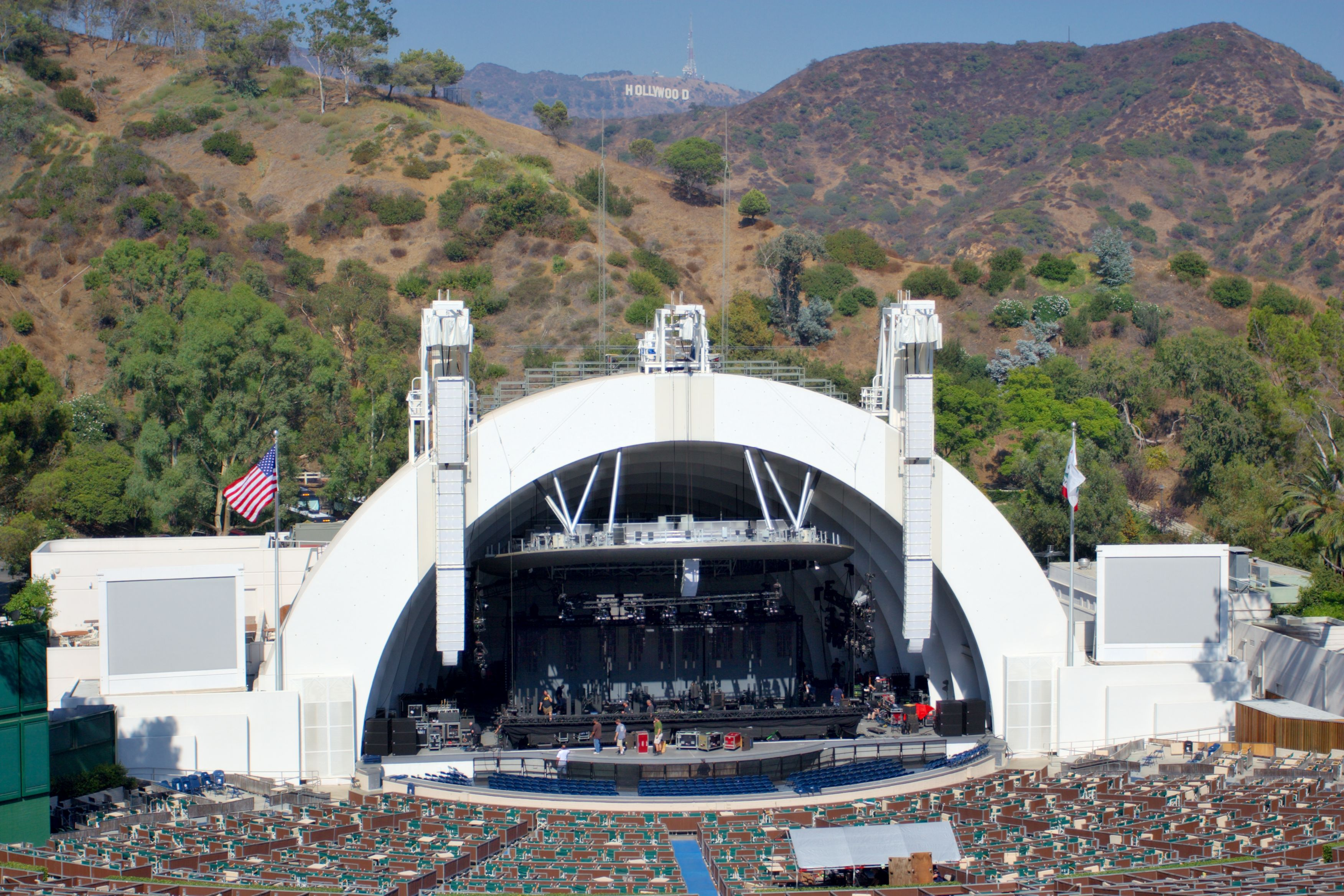
Já na sua primeira digressão pelo estrangeiro, Mariza pisa palcos como o New Jersey Performing Arts Center e o Hollywood Bowl.

Deu os primeiros concertos fora de Portugal através de convites de vários teatros e salas. Nos Estados Unidos, por exemplo, entre a plateia de um espectáculo estava a esposa do secretário de estado do país, Colin Powell, que se fazia acompanhar pela esposa de um senador. Apresentou o seu disco no Central Park de Nova Iorque e no Hollywood Bowl de Los Angeles, mas numa entrevista referiu ter gostado mais do espetáculo que deu no grande auditório do New Jersey Performing Arts Center, por ser um espaço mais pequeno e intimista.
O CD vendeu muito bem em Portugal, liderando os tops portugueses, tal como todos os restantes álbuns da fadista viriam a liderar (tendo em 2007 conseguido a proeza de ter 3 álbuns seus simultaneamente no top dos 15 mais vendidos de Portugal). Nos Países Baixos também obteve sucesso comercial, assim como no Reino Unido e na Finlândia. Nos Estados Unidos o álbum chegou a atingir o sexto lugar dos mais vendidos na área de world music.
No Mundial de Futebol de 2002, interpretou o hino nacional português antes do início do jogo entre a Coreia do Sul, que jogava em casa, contra a seleção de Portugal.

#### Primeira digressão
Faz uma digressão pelo mundo, passando pela Tailândia, Itália, Holanda, Estados Unidos ou Espanha. A convite da entidade reguladora do espectáculo, participou no Festival Womad 2002 (organização da Real World de Peter Gabriel), em Reading, no Reino Unido. O seu concerto no festival de world music foi gravado e lançado numa edição limitada para coleccionadores, Live at WOMAD 2002. Entre as faixas, as que mais se denotam são Primavera e uma imponente interpretação de Estranha forma de vida.
Em 2002, no decorrer da promoção deste disco participou pela primeira vez no programa da BBC, Later with Jools Holland, noutro programa de televisão francês e foi capa da revista Folk Roots. Depois retornou a Portugal onde atuou para sala cheia, no Rivoli, a 27 de Setembro, e no Grande Auditório do CCB, a 1 de Outubro, duas das grandes salas portuguesas de espetáculos. Sobre esses dois espetáculos e em resposta à pergunta feita por vários jornalistas de várias publicações, Mariza fez uma declaração que ficou famosa e se tornou um emblema da comunicação social sempre que regressa das turnés do estrangeiro a Portugal:
| “ | …isto é como voltar a casa para receber a bênção dos pais. | ” |

De regresso a Londres a 24 de Novembro, esgotou com dois meses de antecedência o Purcell Room do The Royal Festival Hall, onde actuou no âmbito do Festival Atlantic Waves.

### Fado Curvo
Um ano depois de Fado em Mim edita Fado Curvo, que repete o sucesso do anterior obtendo a quadrupla platina novamente. O tema principal desta produção de Carlos Maria Trindade foi Cavaleiro Monge.
Porém, a música que mais se destaca é Primavera, poema sublime da autoria do escritor e poeta lisboeta David Mourão-Ferreira, e proveniente do repertório amaliano. Tornou-se uma das grandes paixões de Mariza, algo que refere cada vez que o canta ao vivo, e antes deste disco ser gravado, já fazia parte do repertório dos espetáculos da intérprete. A 8 de Novembro de 2007, no concerto no Pavilhão Atlântico, a intérprete foi aplaudida de pé durante seis minutos consecutivos no final da interpretação de Primavera. Sobre a música Mariza referiu numa entrevista:
A par desta, destacam-se outras músicas, entre elas, uma homónima do disco, Fado Curvo, da autoria de Carlos Maria Trindade, música esta que estreita a relação do fado com a dança, devido ao seu teor alegre e mais contemporâneo. Segundo a intérprete, este fado relaciona-se com a sua vida pessoal e com a vida de qualquer ser-humano, já que esta nunca é linear.
No álbum interpreta Caravelas, baseado num poema de Florbela Espanca, da qual também já havia gravado um fado no CD anterior, e logo a seguir canta um poema de Gil do Carmo, um registo mais leve e contemporâneo, que se refere à cidade de Lisboa e ao Tejo. É igualmente a música mais curta do disco, com 1:59 min. Anéis do meu cabelo é outro dos temas do álbum, com base num poema de António Botto que parece ter sido feito à medida da imagem da intérprete.
O álbum inclui um fado de Coimbra, da autoria de Zeca Afonso. Mariza, pelo que ela própria conta em entrevista ao Público com Miguel Francisco Cadete, interrogou-se com a interpretação deste fado, pelo seu significado político e pelo simples facto de que não é costume as mulheres cantarem fados de Coimbra:
| “ | Resisti muito a cantar esse tema. Em primeiro lugar porque as mulheres não cantam fado de Coimbra. Em segundo porque era uma letra de Zeca Afonso e as suas letras têm sempre outros sentidos. Ou seja, é muito difícil cantar fado de Coimbra, porque tão depressa se está nos graves como em notas muito altas. […] A letra tem uma carga política tremenda, mas não sei se as pessoas vão olhar para isso. Soube há pouco a história desse tema, contada pelo próprio Zeca Afonso. Ele tinha ido em viagem ao Porto, a meio dos anos 1970, e viu um homem a urinar para dentro de uma lata. Aquilo perturbou-o muito e chamou-lhe a atenção para o bairro onde decorria a cena: um bairro muito pobre e cinzento. | ” |

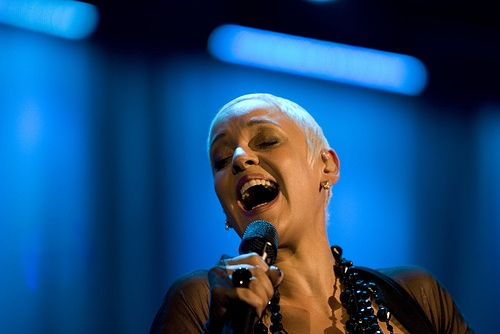
Mariza, foto de José Goulão

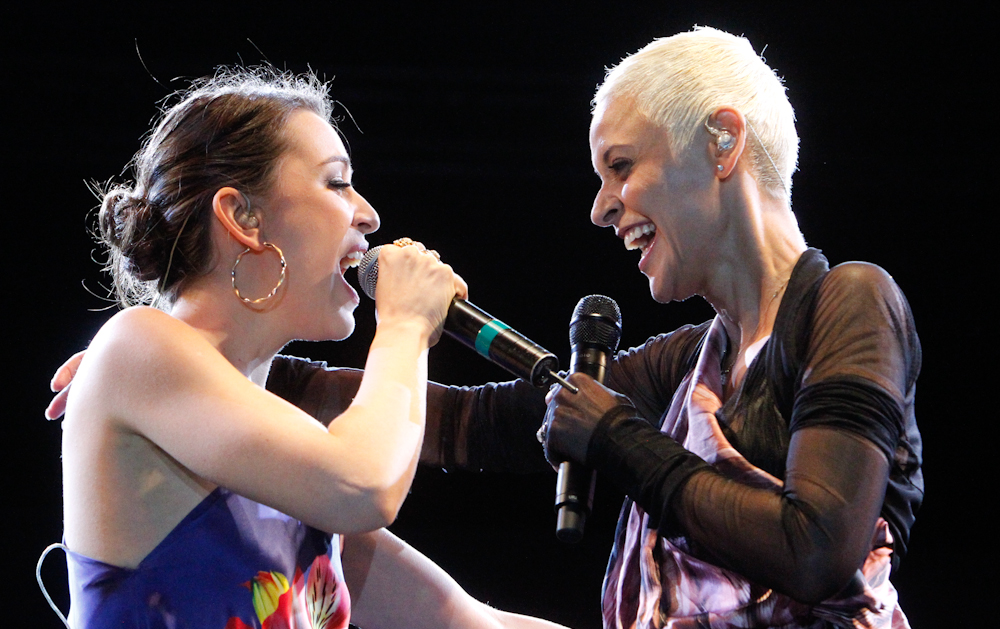
Com a cantora brasileira Roberta Sá em 2012.

A música ser-lhe-ia útil a partir de 2005, aquando da sua nomeação como Embaixadora da Boa Vontade da UNICEF, e esta era uma forma cantada de transmitir uma mensagem ao público.

#### Melhor Artista da Europa deWorld Music
Disco que mistura um pouco de diversos estilos e que abriga uma visão mais madura do fado e uma tentativa de exploração e inovação da parte dos produtores, letristas e da própria intérprete, Fado Curvo é considerado o «CD da semana» pela BBC Radio, em 2003. Também em 2003 recebe um dos mais prestigiados e importantes prémios da sua carreira: uma nomeação da BBC Radio 3, na categoria de Melhor Artista da Europa de World Music. Vence o galardão europeu e, em 2006, volta a ser nomeada na mesma categoria. Recebe também novamente pelo novo álbum, o prémio atribuído pela Deutsche Schallplatten Kritik, a crítica alemã, vencendo de seguida o prémio de «Personalidade do Ano» pela AIEP.
Já em 2004 recebe a Medalha de Mérito Turístico (grau ouro) da Secretaria de Estado do Turismo e o prémio European Border Breakers Award no MIDEM, em Cannes. Os leitores da revista Lux, na sequência da atribuição destes prémios a Mariza, elegem-na como «Personalidade do Ano» na área da Música.
Neste mesmo ano, a convite de autoridades e embaixadas egípcias, apresentou-se como convidada de honra no X Cairo International Song Festival 2004. Quando chegou ao aeroporto e ao evento, as individualidades que a esperavam, espantaram-se por não estar acompanhada por nenhum comité da embaixada portuguesa ou por personalidades do governo de Portugal. Na Sérvia, quando esta ainda se encontrava unida ao Montenegro, esgotou um espetáculo e aqueles que não conseguiram bilhetes concentraram-se no exterior do edifício, até lhes abrirem a porta à assistência do espetáculo.

### O primeiro DVD
Um dia antes de receber o galardão da BBC Radio das mãos de Michael Nyman, Mariza deu um concerto em Londres, que registou um dos momentos altos da sua carreira e do qual saiu o DVD Mariza Live in London. Foi o seu primeiro DVD, editado a 28 de Junho de 2004, tendo sido gravado e editado em parceria com a BBC, com realização de Janet Fraser Crook e produção de Alison Howe.
Neste ano de 2004, canta em dueto com Sting, no disco Unity gravado por ocasião dos Jogos Olímpicos.

#### Concerto no Rock in Rio Lisboa

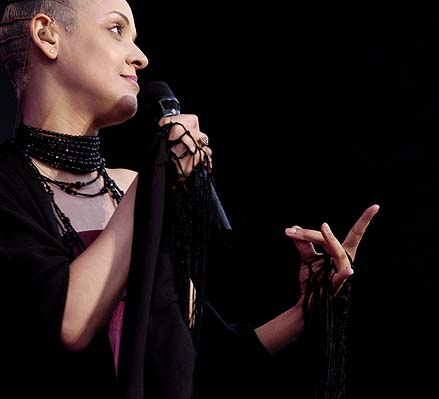
Mariza no Rock in Rio, Lisboa

Em 2004 é convidada a representar o fado e as raízes lusas no Palco Raízes de um dos maiores festivais de música do mundo, o Rock in Rio. Neste ano, o festival realizou-se na Bela Vista, em Lisboa, e Mariza foi uma das convidadas portuguesas para o espetáculo, que reuniu numa tarde de Primavera, 6 de Junho, mais de oito mil pessoas na assistência.
Tem também uma pequena participação no Palco Mundo, durante o concerto de Daniela Mercury, que a convidou para interpretar consigo dois temas bem conhecidos do público lusófono: Fascinação e Garota de Ipanema. Mariza apareceu em palco com um blazer preto e uma saia esvoaçante preta com rosas estampadas, e ambas cantaram uma união entre culturas, nomeadamente, Portugal e Brasil.

### O terceiro disco
Mariza envia em 2004 um convite a Jacques Morelenbaum, conceituado produtor brasileiro, que há mais década trabalha com Caetano Veloso na produção dos seus discos, incluindo Fina Estampa. para trabalhar no seu novo disco. O convite foi aceite e resultou no disco Transparente, um disco que homenageia a sua avó africana, e que mistura novas sonoridades ao fado, entre uma busca pelas raízes moçambicanas de Mariza, uma sonoridade jazzística nova-iorquina, uma exploração dos cantares Minho e do nordeste brasileiro e uma interpelação da música clássica, que marcou o fado contemporâneo.
| “ | Eu sinto que há uma coincidência entre a minha vida e o fado. Mestiçagem tem um grande significado para mim | ” |

Na edição do álbum em Espanha, Mariza interpreta a música juntamente com José Maria Merced, desta vez, em castelhano. Meu Fado Meu, outro dos temas de Mariza, foi também interpretado para, esta edição, em castelhano.
Apresenta o disco, pela primeira vez, ao vivo, no Centro Cultural Olga Cadaval, em Sintra.
Em 2005 é nomeada Embaixadora de Boa Vontade da UNICEF e, logo em seguida, é nomeada Embaixadora de Hans Christian Andersen em Portugal, pelo embaixador da Dinamarca no país, a propósito das comemorações do bicentenário do escritor.

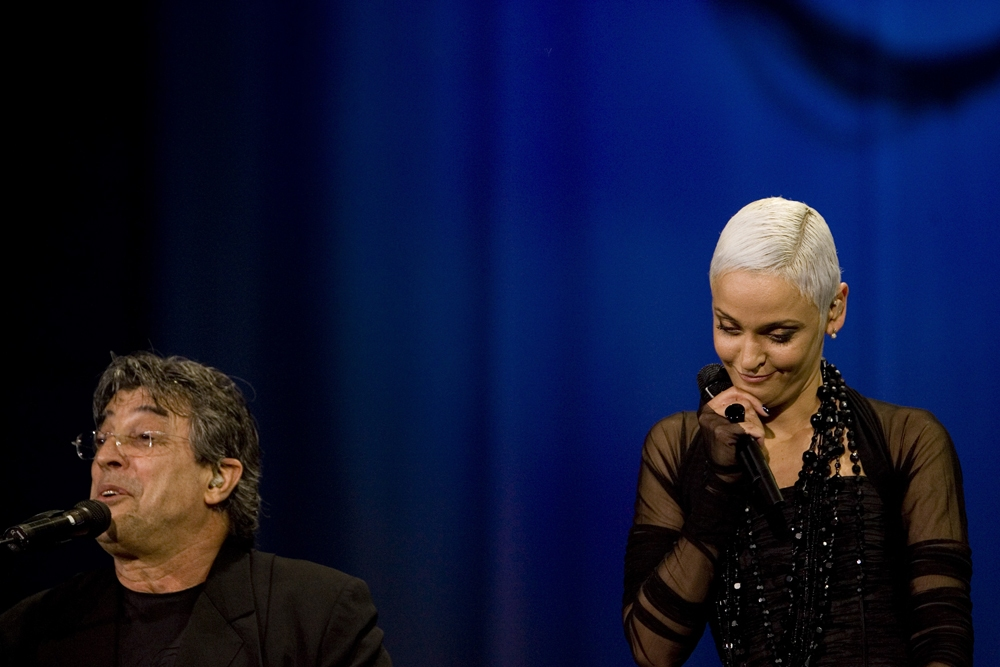
Mariza e Ivan Lins, foto de José Goulão

- Prémio Fundação Amália Rodrigues Internacional

Entretanto, em 2005, a Fundação Amália Rodrigues atribui-lhe o prémio da fundação, como intérprete que mais contribui para a divulgação da música portuguesa no estrangeiro. Em 2006, ainda no procedimento da digressão obtém um dos seus principais prémios: é nomeada para um Globo de Ouro, na categoria de Melhor intérprete, e vence o galardão, que representa o principal galardão da música em Portugal. Tornou-se Comendadora da Ordem do Infante D. Henrique, pelas mãos do presidente da república de então, Jorge Sampaio, a 30 de Janeiro desse ano.

#### Nova digressão e Live 8
Todo este «virar de página» emergiu também no mundo através de uma larga digressão que passou por algumas das maiores salas de espetáculos do mundo. Atuou no Olympia com a presença do seu pai que sonhava vê-la atuar nesse emblemático auditório. Numa entrevista, a mãe chegou a referir que pensou «que a Mariza não conseguia encher o Olympia. Pensava que iríamos passar uma vergonha.» Todavia, os bilhetes esgotaram-se e a sala parisiense encheu-se para ouvir um concerto de fado.
Seguiram-se a Ópera de Frankfurt, o Royal Festival Hall de Londres, Skopje Universal Hall, na Macedónia do Norte, o Le Carré de Amesterdão, o Palau de la Música de Barcelona e uma nova «grande conquista» para a música tradicional portuguesa, a 7 de Outubro de 2005, com um concerto no grande auditório do mítico Carnegie Hall, em Nova Iorque, que também lotou.
Em 2005 é convidada a integrar os concertos do Live 8, em Cornwall, contra a pobreza no mundo e em prol da paz mundial, que reúne todos os anos os mais célebres artistas internacionais. Apresenta-se no palco numa tarde de Sábado, a 2 de Julho, com o mesmo vestido que usaria durante o concerto nos jardins da Torre de Belém, em Lisboa. Foi a primeira portuguesa a participar nos concertos do Live 8.
- Concerto na Ópera de Sydney

Mas foi outro o concerto que mais sobressaiu nesta nova digressão mundial. Em 2006, durante duas noites seguidas, a Ópera de Sydney encontra-se lotada para assistir ao concerto de Mariza. A sua primeira vez neste palco mundialmente célebre, reúne também a nomeação para um prémio, os Helpmann Awards, na categoria de Best International Contemporary Concert, na Austrália.
Esta digressão foi acompanhada pelo próprio Jacques Morelenbaum na condução da Orquestra Sinfonietta de Lisboa, e com vários convidados especiais como Carlos do Carmo, Rui Veloso ou Tito Paris.

### Concerto em Lisboa
Após a gravação de Transparente, a artista iniciou uma longa digressão pelo mundo, incluindo por Portugal, juntamente com Jacques Morelenbaum e com a companhia da Orquestra Sinfonietta de Lisboa, uma das melhores e mais prestigiadas da Europa. Na noite de 6 de Setembro de 2005, durante a mesma digressão, oferece nos jardins da Torre de Belém, em Lisboa, um espectáculo ao qual acorreram mais de 25 000 pessoas para assistir.
O concerto foi gravado, e dele resultaram um álbum e um DVD, homónimos. O CD Concerto em Lisboa foi editado em 6 de Novembro de 2006.
O álbum teve duas edições, uma delas especial e limitada, com 18 faixas. O DVD incluía uma gravação produzida pela BBC da actuação da fadista numa casa de fados do Bairro Alto, a Tasca do Chico, e imagens e making of do concerto.
A este concerto, seguiram-se, em Novembro do mesmo ano, duas actuações no Coliseu de Lisboa e no Coliseu do Porto.
Em Janeiro começa a rodagem do filme de Carlos Saura, Fados, no qual Mariza é a protagonista.

#### Nomeação para o Grammy Latino
O concerto em Lisboa foi considerado um espectáculo de excepção pela imprensa, mas também por várias organizações. Já em 2007, com o álbum e o DVD editados, entre cerca de 5000 gravações enviadas para a organização, Concerto em Lisboa, o álbum, é um dos quatro nomeados para o Grammy Latino na categoria de Folk Music.
Mariza tornara-se a primeira portuguesa nomeada para os Grammy latinos. Foi um momento importante no seu percurso no fado. A sua nomeação causou o corrupio da imprensa nacional em torno de si. No entanto, Mariza referiu sempre que não acreditava que fosse ganhar o gramofone, mas que esta já era uma vitória para Portugal e que abriu as portas para que outros artistas portugueses possam ser nomeados. Uma das suas respostas em relação ao Grammy foi:
| “ | Já tenho dito em entrevistas, que não sei se sou suficientemente latina… | ” |

#### Música com Sal

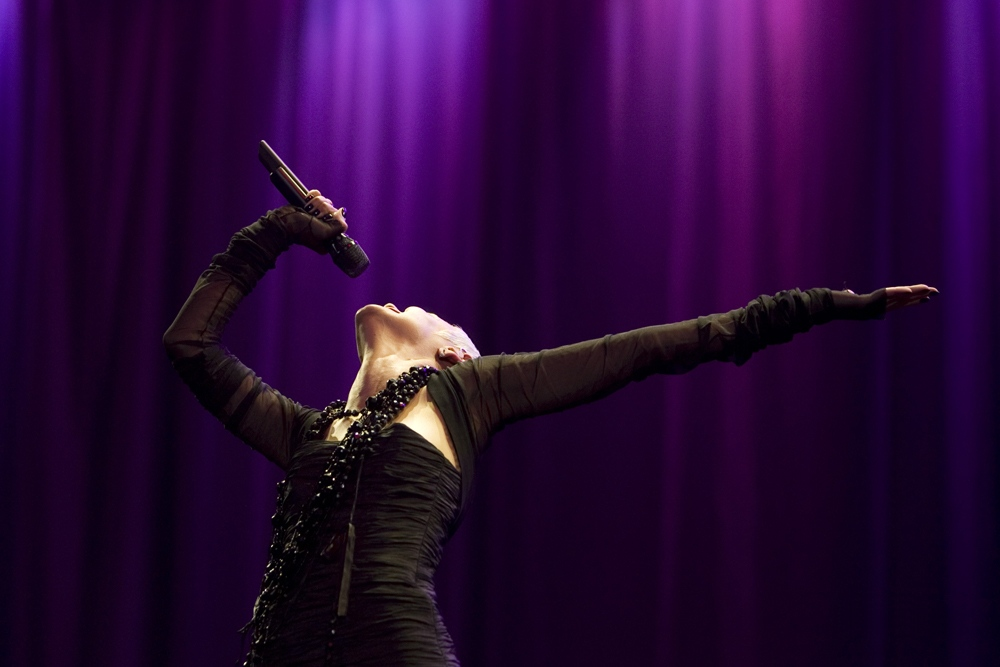
Mariza, foto de José Goulão

Antes do anúncio do vencedor do prémio, a 6 de Julho deste mesmo ano, Mariza (durante a segunda fase da realização da reportagem em Primeira Pessoa, para a SIC, conduzida por Conceição Lino) encontrava-se em Aveiro, onde à noite, pelas 21h:30min daria um espectáculo juntamente com o ministro da cultura do Brasil, Gilberto Gil. O palco foi o Estádio Municipal de Aveiro, que pela primeira vez recebeu um concerto nas suas instalações.
Segundo o JN, a ideia deste espectáculo começou a esboçar-se em Dezembro de 2006, quando Gilberto Gil visitou a Universidade de Aveiro para receber o doutoramento Honoris Causa. Nessa altura, surgiu a oportunidade de levar Gilberto ao Estádio Municipal, e a possibilidade manteve-se em aberto.
Da possibilidade de actuação, surgiu também a parceria com um artista português, e a escolha caiu sobre Mariza. Assim, juntaram-se no mesmo palco um ícone da música portuguesa e outro da música brasileira e criaram uma iniciativa que tinha como propósito comemorar a lusofonia à qual deram o nome de Música com Sal.
Assim, o programado no alinhamento, foi a subida de Mariza ao palco e interpretação de alguns fados, até a fadista dar lugar a Gilberto Gil, e depois subia ao palco novamente e cantavam ambos em parceria. Jacques Morelenbaum esteve presente em palco, na condução da Orquestra Filarmonia das Beiras.
Entre o repertório do espectáculo estiveram uma estrondosa interpretação de Primavera, uma entoação em parceria com Gilberto Gil de Transparente, e a cumprir um dever que lhe foi incumbido pela UNICEF, canta também com o ministro brasileiro e um dos nomes maiores e mais radiantes da MPB, A Paz. Mariza entoou também Fascinação e outros de sempre, assim como o hit maior de todo o seu percurso Ó gente da minha terra, Há uma música do povo e Chuva. Gilberto Gil cantou Aquele Abraço, A Novidade e Beira Mar.
No entanto, o espectáculo em si, ficou aquém das expectativas, já que eram esperadas oito mil pessoas, e apareceu um pouco mais da metade. Mas chegou para fazer as honras da casa, já que Mariza, impressionada com a reacção do público, prometeu gravar ali em Aveiro um DVD, ao vivo, algo recebido com uma ovação. Na assistência do espectáculo, estiveram os seus pais, que também foram entrevistados por Conceição Lino. Como media partners, teve a SIC, que promoveu o concerto com vários anúncios televisivos, o Jornal de Notícias, o Rádio Clube Português e o Jornal de Aveiro. Em suma, foi um dos concertos mais expectantes da sua carreira.

#### Late Show With David Letterman
Em Outubro, Mariza encontrava-se nos Estados Unidos, na decorrência de uma turné pelo país de 13 concertos que incluía duas das mais ilustres salas de espectáculos do mundo. A 10 de Outubro o programa da RTP1, Portugal no Coração, fazia uma homenagem a Herman José e contava com a intervenção de vários convidados amigos do humorísta. Mariza encontrava-se em Nova Iorque, mas homenageou Herman através de uma chamada telefónica que o surpreendeu. Mariza não poupou elogios ao seu amigo e aproveitou para convidá-lo a juntar-se a ela em Nova Iorque. Aproveitou a ocasião, para dizer que à noite iria estar num programa de televisão da CBS e, no outro dia, actuaria no Carnegie Hall.
Esse programa era nem mais, nem menos que o Late Show With David Letterman, um dos mais célebres talk-shows norte-americanos, com uma audiência média entre 18 e 20 milhões de espetadores. David Letterman é também um dos mais famosos e influentes apresentadores de televisão dos Estados Unidos, e o seu programa estava no ar há 25 anos. Mariza cantou para cerca de 25 milhões de espetadores Ó gente da minha terra no programa. No fim da estridente actuação, a fadista recebeu uma enorme ovação do público e a dirigir-se a si para a cumprimentar Letterman foi exclamando «Oh, my Goodness!», «Beautifull, incredible!». Foi a primeira portuguesa convidada para o programa.
Segundo declarações da cantora numa entrevista sobre o assunto ao Correio da Manhã, a fadista referiu que no dia seguinte ao programa, foi várias vezes abordada nas ruas de Nova Iorque para a congratularem pela actuação. O vídeo da actuação foi um dos vídeos mais vistos do Youtube, na semana em que foi posto em circulação na net. Entre os mais de 25 milhões de espetadores, Warren Beatty ligou para o número pessoal de Frank Gehry, para que este lhe fornecesse o contacto de Mariza, o que levou o jornalista Miguel Azevedo, numa reportagem no Correio da Manhã, a apelidá-lo de «nome de peso» na lista de «fãs ilustres» da fadista.
No dia seguinte, cantou, já pela segunda vez, para auditório esgotado no Carnegie Hall. Algumas imagens do concerto foram gravadas e incluíram uma reportagem da SIC, na qual Mariza surgia a cantar Recusa perante o público nova-iorquino. Interpretou os habituais temas como Louura, Maria Lisboa, Barco Negro e deixou o palco por minutos, para dar lugar a uma guitarrada, as Variações de Armandinho. A fadista não se fez rogada e experimentou a particularmente boa acústica do auditório. Desceu à plateia com os guitarristas, que apoiaram um pé numa caixa de madeira posta no chão, de forma a segurar as guitarras, e cantou sem microfone para o público. Depois empenhou-se em dar um «quê» de fado a Summertime, a interpretação que se seguiu, em inglês, e do original de Nat King Cole, cantou à capella Smile. No final, e para a metade de portugueses que preenchia os lugares da sala, interpretou Ó gente da minha terra.

#### Parceria com Frank Gehry
Foi um dos concertos mais aguardados de 2007, assim como um expectante concerto que no Walt Disney Concert Hall em Los Angeles, depois de passar também pelo Lobero Theatre em Santa Barbara, não fosse o arquitecto Frank Gehry a desenhar o palco onde a intérprete actuou. A proposta veio de Gehry, e seria a primeira vez que este trabalharia em parceria com uma artista musical. Idealizou uma taberna portuguesa, mais acolhedora e intimista, que o fizesse recordar Lisboa e o seu ambiente bairrista. Nos seus planos estava também o desenho dos vestidos que Mariza usaria, mas acabou por delegar a escolha à própria, que elegeu o habitual João Rôlo, para um vestido negro, e um estridente vestido prateado de traços futuristas, por Fátima Lopes, que completava as linhas contemporâneas da taberna e do auditório. Novamente, a sala esgotou para receber Mariza a 28 de Outubro, na conclusão da sua digressão nos Estados Unidos.
Depois de uma passagem pelo México, onde esteve pela primeira vez, regressou a Portugal para um dos concertos mais aguardados em Lisboa, esgotado havia cerca de um mês.

#### Concerto no Pavilhão Atlântico

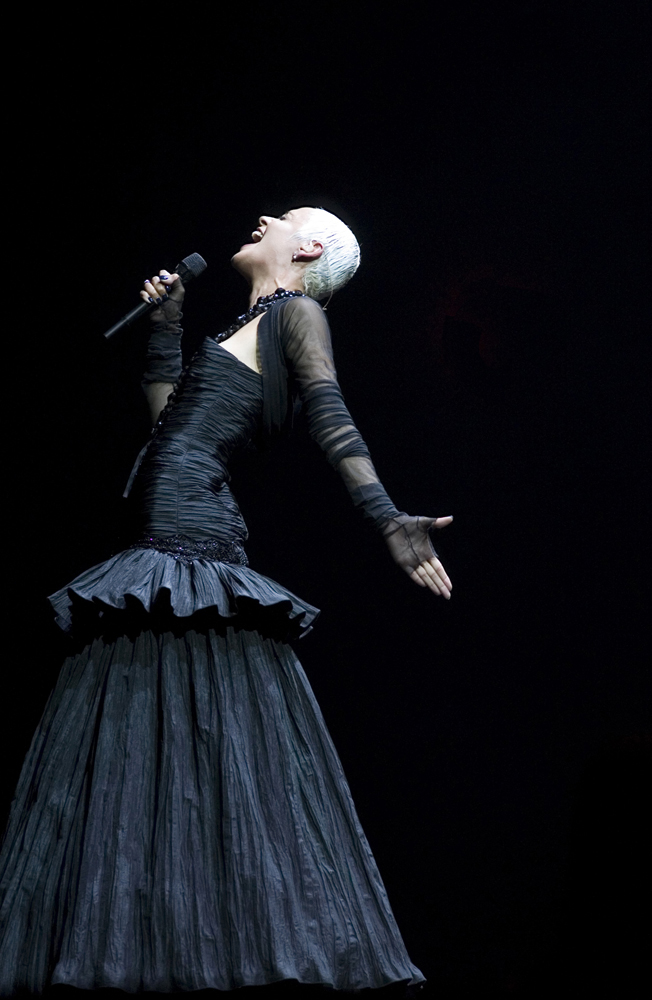
Mariza no concerto no Pavilhão Atlântico, foto de José Goulão.

Mariza chegou a Portugal, vinda do México, e recebeu a notícia de que os bilhetes para o seu concerto em Lisboa estavam esgotados há um mês. De facto, a decorrência simultânea dos Grammys para os quais estava nomeada ao concerto foi um grande chamariz para o público. Contudo, nem a própria imprensa esperava que o Pavilhão Atlântico, nas suas possibilidades máximas com lugares sentados (12 500), fosse lotar para receber um concerto de fado. Um dos objectivos do espectáculo era assumir um dos compromissos estabelecidos com a UNICEF, que nomeou Mariza, em 2005, como Embaixadora da Boa Vontade. Parte das receitas da bilheteira do Pavilhão Atlântico reverteram então, a favor da UNICEF.
Durante todo o dia 8 de Novembro, Mariza esteve a preparar, junto dos seus convidados, aquele espectáculo, o qual a própria denominou «Festa da Lusofonia». Entre os convidados estavam incluídos Rui Veloso, a Sinfonietta de Lisboa, Filipe Mukenga, Carlos do Carmo, Ivan Lins e o cabo-verdiano Tito Paris, da mesma editora de Mariza, a World Connection. Entre o repertório, estavam alguns dos temas mais famosos da lusofonia.
Na zona do Pavilhão Atlântico, todas as entradas de rotundas estavam congestionadas, o trânsito acumulava filas em todas as faixas, os próprios estacionamentos encontravam-se lotados. Às portas do Pavilhão alargavam-se as filas para entrar no recinto. No entanto, a maioria do público conseguiu chegar a tempo do início. O espectáculo foi marcado para as 22h:00min e começou somente com um atraso de cinco minutos.
Entrou a Orquestra Sinfonietta de Lisboa em primeiro lugar, desta feita conduzida por Vasco Pearce de Azevedo. Testaram os instrumentos de cordas, e de seguida entrou o combi de guitarristas, Vasco Sousa, António Neto e Luís Guerreiro, e os percussionistas, João Pedro Ruela e Viky. E, ao invés de começar no palco, como seria de esperar, começou num grande ecrã sobre este, com umas cenas do filme Fados, de Carlos Saura, nomeadamente, a interpretação de Meu fado meu, juntamente com Miguel Poveda; ele em castelhano, ela em português, com a companhia de dois bailarinos. Por fim, sim, entrou Mariza batendo palmas ao público, e como habitualmente, vestida por João Rôlo. O vestido era negro, justo, e parecia abrir uma clarabóia perto da coxa, onde se percebia um folho. O traje foi completado com um bolero negro e vários colares de voltas a lembrar as origens africanas, que naquela noite seriam igualmente recordadas.
- Alinhamento do concerto

1. Loucura Mariza
2. Há uma música do povo Mariza
3. Chuva Mariza
4. Barco Negro Mariza
5. Duas lágrimas de orvalho Mariza e Carlos do Carmo
6. Canoas do Tejo Carlos do Carmo
7. Lisboa Menina e Moça Carlos do Carmo
8. Cavaleiro Monge Mariza
9. Combi Combi Filipe Mukenga
10. O mal que eles nos fazem Filipe Mukenga
11. Dilombe (?) Filipe Mukenga
12. Sodade Tito Paris, Mariza, Filipe Mukenga
13. Dança ma mi criola Tito Paris
14. Verdianinha Tito Paris
15. Madalena Ivan Lins
16. Quando ela passa por mim Ivan Lins
17. Garota de Ipanema Ivan Lins
18. Lembra de mim? Ivan Lins
19. Fado do sonho Ivan Lins
20. Começar de novo Ivan Lins e Mariza
21. Transparente Mariza e Rui Veloso
22. Jura Rui Veloso
23. Não queiras saber de mim Rui Veloso e Mariza
24. Feira de Castro Mariza
25. Oiça lá ó Sr. Vinho Mariza
26. Primavera Mariza
27. Meu fado meu Mariza
28. Ó gente da minha terra Mariza

Iniciou o alinhamento com Loucura, como começa muitos dos seus espectáculos. Seguiu-se o «desejo de bom serão» naquele seu concerto e pouca fala, já que a fadista referiu não ter palavras para descrever o que sentia. Prosseguiu com Há uma música do povo e depois Chuva, largamente aplaudida. Com a participação da secção rítmica, interpretou Barco Negro balançando-se pelo palco ao som dos tambores.
Eis que a fadista começa a falar acerca das suas referências maiores no fado, apontando que se fosse falar sobre todas, ficaria ali a noite toda. Referiu então as três maiores: Fernando Maurício, a «única» Amália Rodrigues e outro senhor que viria a entrar no palco, a meio da interpretação de Duas lágrimas de orvalho. Com uma versão acompanhada pelas guitarras e de forma menos melancólica, chega Carlos do Carmo ao palco, que no final da actuação beijou Mariza na testa, como se de um pai se tratasse. Mariza retirou-se do palco, deixando-o entregue ao fadista.
Começou nova música, e o público entusiasmado começou a bater palmas, paradas logo a seguir, a pedido de Carlos do Carmo. Interpretou o emblemático Canoas do Tejo, em conjunto com o público. Seguidamente surgiu a primeira ovação em pé, da noite. Em género trocista, Carlos do Carmo virou-se para Mariza e disse-lhe: «Oh miúda, não me disseste que tinhas a claque preparada!» Seguiu-se Lisboa menina e moça, também cantado com o público. Chegou Mariza ainda no meio da música e ambos dançaram juntos a canção. Mariza atirou depois uma frase, em ironia, aos puristas que tanto criticaram o filme Fados, de Carlos Saura:
| “ | Viram?! Quem é que diz que o fado não pode ser dançado? É claro que pode ser dançado… | ” |

Antes da fadista cantar Cavaleiro monge dedicou-a a um amigo que se encontrava na plateia. Depois subiu ao palco Filipe Mukenga, cantando O mal que eles nos fazem e Dilombe. Subiram Mariza e Tito Paris de uma só vez, e, em conjunto com Mukenga, cantaram a mítica morna de Cesária Évora, Sodade.
Saíram, novamente Mariza, sempre ajudada pelos assistentes devido aos sapatos de salto, e Mukenga, para dar lugar a uma animada Dança mami criola de Tito Paris. Verdianinha foi o tema que se lhe seguiu. Depois de Tito, subiu ao palco o convidado brasileiro, sem antes uma apresentação de Mariza, que começou por cantar a sua música mais célebre, Madalena. Surgiu então o terceiro mais esperado da noite, Ivan Lins, que se sentou em frente a um órgão e se atrapalhou um pouco com a tecnologia de som, lançando algumas piadas sobre o assunto. Cantou Madalena. Depois seguiram-se novos problemas de som, que tiveram de ser resolvidos por um técnico da assistência, devido à «inexperiência tecnológica» de Ivan… Seguiu-se o tema Quando ela passa por mim, depois Garota de Ipanema, a emblemática bossa-nova, e a segui-la, Lembra de mim?. Com Carlos do Carmo de novo em palco, começaram a Cantar Fado do sonho, da autoria de Ivan. Chegou finalmente Mariza para interpretar com Ivan Começar de novo.
Saiu Ivan e chegou, apoiado em muletas, Rui Veloso, para cantar e tocar com Mariza, Transparente. Mariza sai novamente e Rui Veloso começa a cantar Jura. Mariza surgiu de novo para cantar uma extasiante versão de Não queiras saber de mim. Seguiu-se a saia, também escrita por Rui Veloso, Feira de castro e logo de seguida Oiça lá ó Sr. Vinho. Segui-se uma das canções mais esperadas da noite, Primavera, na qual Mariza encheu todo o enorme Pavilhão Atlântico com toda a sua garra e extensão vocal. Foi ovacionada de pé durante cerca de seis minutos. Depois começou a interpretação de Meu fado meu, original de Paulo de Carvalho.
Despediu-se do público com acenos e saiu e, após uma valente ovação, entrou, como já havia sido programado, para cantar o seu emblemático hit. Porém antes disso falou outra vez com o público:
| “ | Sei que há por aí alguma ansiedade devido a um dito cujo prémio [o grammy]. Pois bem, esse prémio foi para a Colômbia… Como vêem, fiz bem em escolher ficar aqui com a gente da minha terra! Boa noite! | ” |

Deixando o anúncio por que todos esperavam, ou seja, de que não tinha arrecadado o Grammy Latino, prossegue com Ó gente da minha terra. Interrompeu a meio, tendo que se voltar para trás, começando a lacrimejar. Depois desceu ao público, acto repetido várias vezes, e continuou a cantar acenando a todas a bancadas. Despediu-se e deu por encerrado o concerto.
Foi um concerto sem dúvida expectante, que reuniu críticas e elogios, enfim, a atenção de toda a imprensa. No entanto, esperava-se mais enérgico e uma presença maior de Mariza em palco. O concerto foi transmitido em directo pela Antena 1.

#### Fados
Depois de Lisboa, Mariza teve em agenda concertos em Bruxelas e na Holanda, em Amesterdão, no dia 18, e em Tilburg, a 21 de Novembro.
Entretanto, é em Novembro que estreia em Portugal o filme de Carlos Saura, Fados, que completou a trilogia iniciada anos antes pelo autor, documentários musicais sobre três grandes gêneros de música urbana tradicional, que se tornaram ícone do país de origem. Flamengo, Tango e agora Fados.
Fados, que começou a ser rodado em Janeiro, surge, ao invés de um filme, como um documentário musical que imortalizou o fado na película e o tratou com toda a contemporaneidade que merece, aliando-lhe alguns dos mais famosos artistas de world music na sua interpretação, tornando-o novamente dançável, como era quando surgiu pelos bairros de Lisboa carregado pela voz dos boémios e nas guitarras apoiadas à perna. O filme é tido igualmente como um ataque aos puristas e conservadores.
Entre os artistas que participam estão Mariza, com três aparições em cena, para cantar Tranparente, depois um fado-flamengo dividido com Miguel Poveda, Meu fado meu e mesmo no final Ó gente da minha terra. Outra das participações mais aclamadas, a par de Mariza, foi Carlos do Carmo também com três aparições, uma delas com Chico Buarque. Participaram também Camané, Lura, Brigada Victor Jara, Argentina Santos e Estranha forma de vida num falsete de Caetano Veloso. Teve-se honorifica presença da guitarra de Mário Pacheco, acompanhada em voz por Cuca Roseta, e outro nome de peso, Lila Downs, a cantar Foi na travessa da palha. O filme teve ainda outras participações.
Mariza juntou-se à promoção do filme nos Estados Unidos e em Espanha. O filme reuniu tanto críticas como elogios, e uma das críticas apontadas, é o facto de se afastar da concepção natural do fado. O filme não foi aceite no Festival de Cinema de Cannes.
Entretanto consegue uma nova proeza, desta feita, ter três discos seus no top 15 de vendas, em Portugal, em primeiro lugar, Concerto em Lisboa. Durante 2007 também, uma foto da artista surge ao lado de mais cinco fotos de intérpretes da música do mundo, na margem superior da página da web da Songlines, em primeiro-plano. Na mesma barra surge a fotografia de outro intérprete lusófono, Gilberto Gil, que também em 2007 deu em Aveiro um concerto juntamente com Mariza.
- Comemorações dos 500 anos do Funchal

Depois de regressar da Europa Central, a convite da organização das comemorações dos 500 anos de fundação da cidade do Funchal, na Madeira, a intérprete agenda para dia 23 de Novembro um concerto no Madeira Tecnopolo.
O concerto, patrocinado pela TMN, teve os seus bilhetes esgotados rapidamente, já que o espectáculo na Madeira há muito que era aguardado. A organização tentou que Mariza concedesse a autorização para entrar mais pessoas, além das duas mil previstas, já que a procura de ingressos era tão vasta. Mas a comitiva da fadista não o deixou.
Ainda no aeroporto a fadista foi recebida por um batalhão de jornalistas, mas somente se deixou fotografar, alheando-se de quaisquer declarações. Todavia, duas horas antes do concerto, concedeu uma conferência de imprensa onde referiu o agrado por participar no evento.

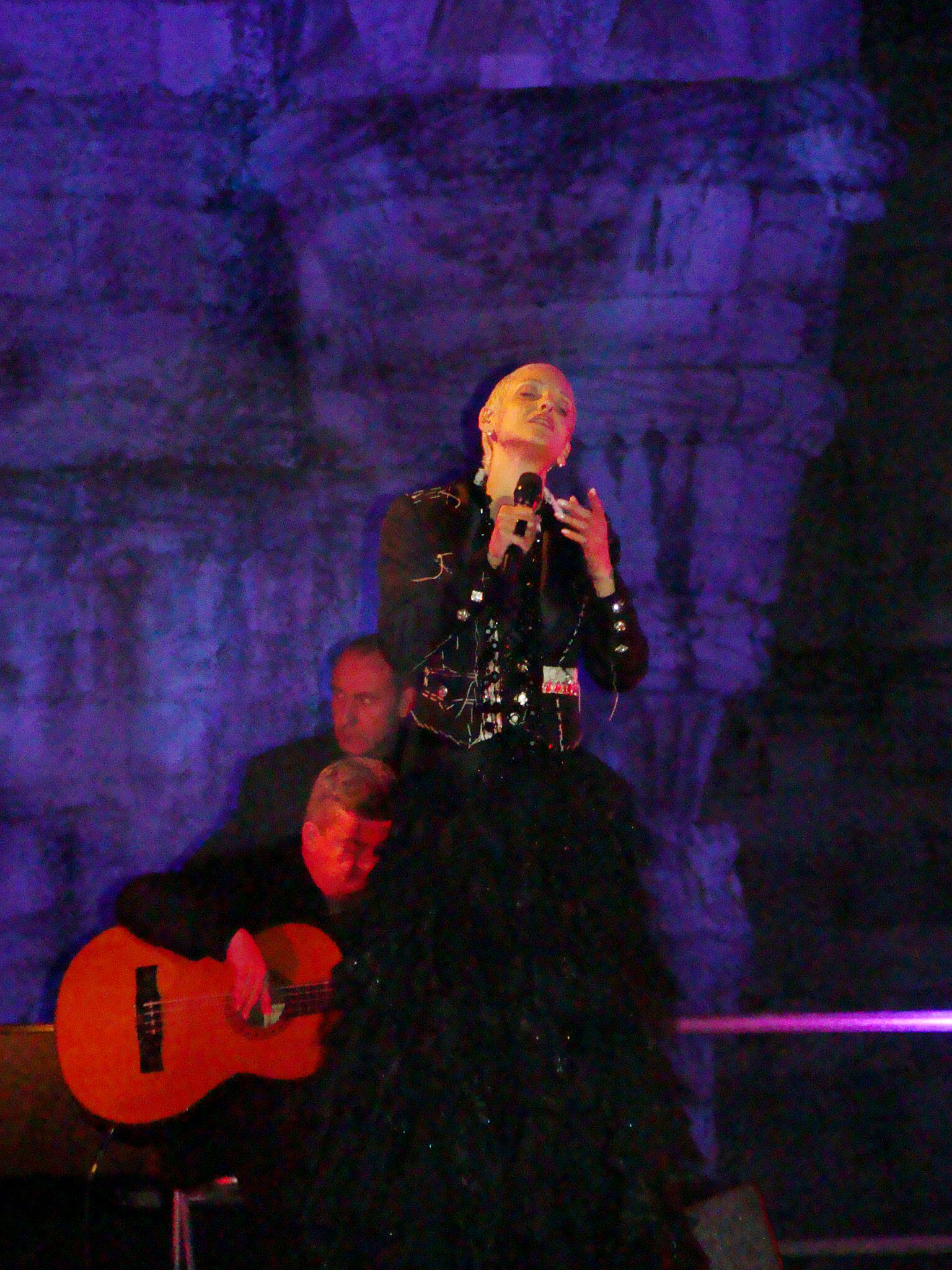
Mariza em concerto na Torre de Belém, 2008

A acompanhar o concerto, onde Mariza cantou os habituais temas de Concerto em Lisboa, teve o seu combi de cordas e percussão, e a Orquestra Clássica da Madeira, conduzida por Rui Massena. A expectativa maior recaía sobre Ó gente da minha terra.
Participou, já no fim do mês no concerto de Rui Veloso, no Palácio de Seteais, também já esgotado. No entanto, devido à falta de infra-estruturas com condições para acolher os espetadores e protegê-los do frio e da chuva que se faziam sentir, a plateia reduziu-se a metade, pois muitos abandonaram o recinto.
Em 2007 o seu mediatismo levou os criadores do Contra Informação, da RTP, a adicionarem o fantoche de Mariza à sua já vasta coleção. A fadista foi também caricaturada no programa dos Gato Fedorento, Diz que é uma espécie de magazine, onde foi apresentada como a «salvação da pátria».
Ao anúncio de uma pausa de sete meses para a gravação do novo trabalho, produzido, desta feita, por Javier Limón, seguiu-se o anúncio da edição de uma caixa de luxo, colocada à venda pela FNAC, em exclusivo e em edição limitada, no princípio de Dezembro, com a discografia de estúdio da cantora juntamente com os dois DVDs, um livro sobre o fado, e outras opções. Porém, devido a problemas de fabrico, essa edição foi posta à venda em Janeiro de 2008.
Participa então na campanha de promoção do Ministério do Turismo de Portugal, que contou com as figuras mais mediáticas portuguesas no estrangeiro, como José Mourinho, Cristiano Ronaldo ou Joana Vasconcelos. É ainda em Janeiro deste ano, que é a primeira convidada do talk-show de José Carlos Malato, Sexta-à-noite, e foi também a primeira a estrear o palco do programa, onde cantou Ó gente da minha terra.

### Terra
A 9 de Maio de 2008, um novo concerto nos jardins da Torre de Belém, serviu para que Mariza apresentasse três dos temas do seu novo álbum, Terra, a editar no dia 30 de Junho em Portugal.
No mesmo mês foi divulgado a ligação à gravadora Blue Note Records, a mais importante editora de jazz do mundo.
Terra é o quarto disco de originais de Mariza, apresentado oficialmente a 16 de Junho de 2008 para a imprensa nacional e estrangeira na Culturgest, com a produção de Javier Limon. O disco baseia-se nas várias turnés realizadas por Mariza e é descrito como "orgânico", como "uma viagem". Inclui alguns fados clássicos, como Alfama e Rosa Branca, e outros com letra de David Mourão-Ferreira, como Recurso musicado por Mário Pacheco, Florbela Espanca, Paulo Abreu Lima e outros. Incluiu não só fados, mas também mornas, duetos (com Tito Paris e Concha Buika) e parcerias com Rui Veloso, Ivan Lins e Dominic Miller (guitarrista de Sting). O single é Rosa Branca.

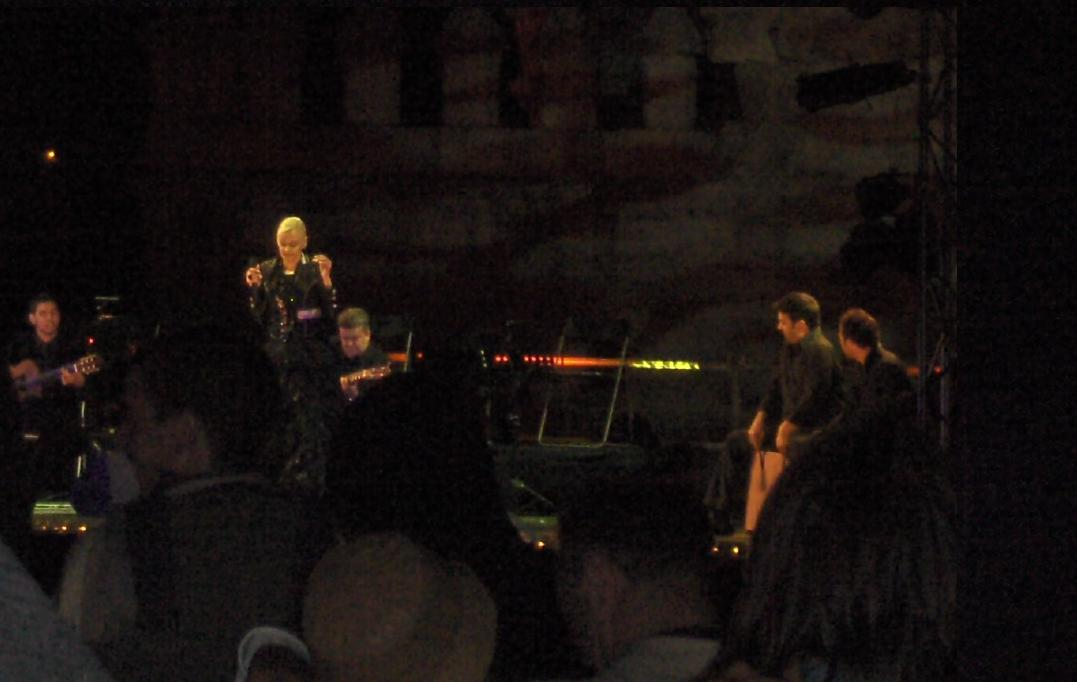
Mariza durante a interpretação do tema Rosa Branca, no final do concerto promovido pela EDP junto à Torre de Belém.

A apresentação mundial ao público teve lugar no dia 21 de Junho em Santarém (onde nunca deu um concerto), na Monumental Celestino Graça, um espaço com lotação para catorze mil pessoas. Até ao fim de 2008 a fadista tem agendados concertos em 18 países, entre os quais Espanha, Letónia, Luxemburgo, Reino Unido, Roménia e Bélgica, e inúmeras cidades, entre as quais Huelva, Badajoz, Barcelona, Timisoara, Paris, Amesterdão, Helsínquia, Sófia, Oslo, Riga e Budapeste, e, em Portugal, Viseu, Coimbra, Lisboa, Ponte de Lima e Pombal. A digressão levá-la-á, até ao final do ano, a várias cidades portuguesas, como e Pombal, e a dezoito países, entre outros.

### Mariza e o fado contemporâneo
Apesar de reunir algumas críticas dos espetadores mais conservadores, Mariza foi a maior impulsionadora da nova geração de fadistas que surgiram depois do milénio, e uma das pessoas que mais contribuíram para o reconhecimento e o valor que fado conseguiu recuperar, tanto em Portugal como no estrangeiro.
- A influência de Amália Rodrigues

Mariza é hoje, indubitavelmente, a fadista mais reconhecida do fado contemporâneo, e reúne pelo menos três das características que Amália teve, e que muito impulsionaram o seu sucesso: ser proveniente de um bairro típico de Lisboa, ter uma excelente voz e a dramatização das suas interpretações. E Mariza conheceu a música de Amália já relativamente tarde, já que o pai só tinha o hábito de ouvir fadistas masculinos em casa. Acusada de explorar negativamente o repertório mais célebre de Amália, é inquestionável que Mariza revitalizou essas canções, colocando de novo o fado na ribalta, algo que não se via ainda na década de noventa. Para além disso, colocou o fado no topo da world music, levando-o aos mais ilustres palcos, como a Sala Kongresowa, em Varsóvia, a Ópera de Sydney e o Carnegie Hall, e colocando-o no top nacional de vendas da Finlândia e Holanda, algo impensável até à altura.
Mariza faz, cada vez mais, um fado muito autêntico e muito próprio, sendo considerada o expoente do fado experimental. Representa, além de tudo, um virar de página no Fado.

### Fado Tradicional
Em 2010 lança "Fado Tradicional", quinto álbum da fadista portuguesa. "Ai, Esta Pena de Mim", em tempos protagonizada por Amália é interpretado no álbum quase "a cappella". Além de Amália Rodrigues conta com fados de Alfredo Marceneiro e textos de Fernando Pessoa, entre outros. No regresso às raízes, e em jeito de homenagem a poetas e fadistas que a influenciaram, Mariza recupera vários fados tradicionais - como o Fado Alfacinha, Fado Sérgio ou Fado Varela.

### Best Of (Mariza)
Em 2014 é lançado o disco "Best Of (Mariza)" que reuniu 17 temas dos cinco álbuns de estúdio, mais dois novos – o inédito "O Tempo Não Pára" e "É ou Não É?", tema de Alberto Janes popularizado por Amália - e como bónus a primeira gravação de Mariza em inglês, "Smile" de Charlie Chaplin, gravada com Ivan Lins nas sessões de "Terra".

### Mundo
Em 2014 lança o disco "Mundo" que alcança a dupla platina em Portugal. Um disco de viagens, em viagem. Que vai do Cabo Verde de "Padoce de Céu Azul" ao flamenco de "Adeus", poema de Cabral de Nascimento musicado pelo guitarrista Pedro Jóia, passando pelo tango revisitado de "Caprichosa", criado por Carlos Gardel em 1930.
O álbum “Mundo”, contou com produção de Javier Limón, que já produzira o álbum “Terra”, e inclui temas de Jorge Fernando, Paulo Abreu Lima, Tiago Machado e Rui Veloso, entre outros. É constituído por 14 temas, dois deles do repertório de Amália Rodrigues, “Maldição”, de Armando Vieira Pinto, na melodia do Fado Cravo, de Alfredo Marceneiro, e “Anda sol na minha rua”, de David Mourão-Ferreira e José Fontes Rocha.

### Mariza
A sua popularidade não pára de crescer, é considerada a artista favorita dos portugueses, segundo um estudo realizado pela Marktest Consulting, e uma das mais internacionais de sempre… E em 2018 regressa com o seu sétimo disco de estúdio: “Mariza”.
O seu disco homónimo, liderou o TOP Nacional de vendas por nove semanas, manteve-se no TOP Nacional de vendas mais de 80 semanas, 32 semanas das quais entre os cinco discos mais vendidos em Portugal. É Platina em Portugal e foi considerado um dos discos do ano pela conceituada revista britânica “Songlines” e contou com nomeação para os Latin Grammys 2018.
“Quem Me Dera”, o single de apresentação de "Mariza" foi considerada uma das canções do ano, alcançou todos os tops de rádios e tornou-se no seu vídeo mais visto de sempre no YouTube, com mais de 22 milhões de visualizações.
Desde o seu lançamento esgotou 8 Coliseus, o Pavilhão Multiusos de Guimarães, e entre várias salas, praças e festivais nacionais emblemáticos, contabilizou mais de um milhão de pessoas nos seus espetáculos.
Percorreu mais de Duzentos mil quilómetros por todo o mundo numa das suas mais bem sucedidas digressões internacionais, com mais de 120 espetáculos, por mais de 30 países em todo o mundo.
Coleccionou galardões e distinções um pouco por todo o mundo. Venceu o Prémio Luso-Espanhol de Arte e Cultura 2018. O seu último trabalho de estúdio foi distinguido como melhor disco da Europa pelos prestigiados Songlines Music Awards 2019; e uma das mulheres mais influentes de Portugal pela revista Executiva.
E não haveria melhor forma de terminar este ciclo senão em casa, em Lisboa, na Altice Arena, com a gentes da sua terra. No dia 7 de Dezembro de 2019, Mariza esgotou a Altice Arena, terminando a sua digressão mundial com uma plateia com mais de 12 mil pessoas.

### Vida privada
Mariza foi casada com o empresário António Ferreira de 2011 a 2017, tendo o seu filho, Martim, nascido em 6 de julho de 2011, dois meses antes do tempo. Mariza é católica e considera que a crença em Nossa Senhora de Fátima a ajudou num período difícil da sua vida, quando o seu filho esteve gravemente doente.

## Discografia
- Fado em Mim (2001)
- Fado Curvo (2003)
- Transparente (2005)
- Concerto em Lisboa CD (2006)
- Terra (2008)
- Fado Tradicional (2010)
- Best Of (Mariza) (2014)
- Mundo (2015)
- Mariza (2018)
- Mariza Canta Amália (2020)

### Tabelas de vendas
| Ano  | Título                                   | Posição nas Tabelas | Posição nas Tabelas | Posição nas Tabelas | Posição nas Tabelas | Posição nas Tabelas | Posição nas Tabelas | Posição nas Tabelas | Posição nas Tabelas | Vendas          | Certificações     |
| Ano  | Título                                   | POR                 | FIN                 | FRA                 | HOL                 | BÉL                 | NOR                 | ESP                 | POL                 | Vendas          | Certificações     |
| ---- | ---------------------------------------- | ------------------- | ------------------- | ------------------- | ------------------- | ------------------- | ------------------- | ------------------- | ------------------- | --------------- | ----------------- |
| 2001 | Fado em Mim - 1º álbum de estúdio        | 4                   | 40                  | -                   | 59                  | -                   | -                   | -                   | -                   | - POR: 120.000+ | - POR: 6× Platina |
| 2003 | Fado Curvo - 2º álbum de estúdio         | 2                   | -                   | 116                 | 45                  | -                   | 38                  | -                   | -                   | - POR: 120.000+ | - POR: 6× Platina |
| 2005 | Transparente - 3º álbum de estúdio       | 1                   | 8                   | 126                 | 13                  | 59                  | -                   | 44                  | -                   | - POR: 80.000+  | - POR: 4× Platina |
| 2008 | Terra - 4º álbum de estúdio              | 1                   | 4                   | 175                 | 55                  | -                   | -                   | 64                  | 43                  | - POR: 80.000+  | - POR: 4× Platina |
| 2010 | Fado Tradicional - 5º álbum de estúdio   | 2                   | 6                   | -                   | 98                  | -                   | -                   | -                   | 24                  | - POR: 20.000+  | - POR: Platina    |
| 2014 | Best Of (Mariza) - 1ª compilação oficial | 1                   | -                   | -                   | -                   | 158                 | -                   | -                   | -                   | - POR: 15.000+  | - POR: Platina    |
| 2015 | Mundo - 6º álbum de estúdio              | 1                   | -                   | -                   | -                   | 78                  | -                   | 69                  | -                   | - POR: 30.000+  | - POR: 2x Platina |
| 2018 | Mariza - 7º álbum de estúdio             | 1                   | -                   | -                   | -                   | -                   | -                   | -                   | -                   | - POR: 15.000+  | - POR: Platina    |

## Videografia
- Mariza Live in London DVD (2004), 3x platina
- Concerto em Lisboa DVD (2006), 4x Platina
- Terra em Concerto DVD (2009), Ouro

## Documentários
- Simon Broughton, Mariza and the Story of Fado, BBC & RTP, 2007.

## Colaborações
- Pirilampo Mágico (Maria João e Teresa Salgueiro) - "Faz a Magia Voar" (2003)
- Chill Fado - "O Deserto [remix]" (2004)
- Sting - "A Thousand Years" (2004)
- Carlos Guilherme - "Tudo Isto É Fado" (2005)
- Tim - "Fado do Encontro" (2007)
- Paulo de Carvalho - "O Meu Mundo Inteiro" (2008)
- Boss AC - "Alguém Me Ouviu (Mantém-te firme)" (UPA – Unidos Para Ajudar) (2009)
- Rui Veloso -  "Não Queiras Saber de Mim (ao vivo)" (2009)
- Sergio Dalma - Alma (2016)
- Mastiksoul - "Livre" (com Dada e Mariza) (2017)
- Supa Squad - "Minha Terra" (com Mariza e Apollo G) (2023) [POR: n.º 16][34]
- Nuno Ribeiro, Calema e Mariza - "Maria Joana" (2023) [POR: nº 5][35]

## Prémios, nomeações e outras honrarias
- 2003 - Prémio BBC Radio 3, na categoria de Melhor Artista da Europa de World Music.
- 2003 - Prémio da Deutscheschalplatten Kritik
- 2003 - Prémio Personalidade do Ano da AIEP
- 2004 - Medalha de Mérito Turístico (Grau Ouro) da Secretaria de Estado do Turismo
- 2004 - Prémio European Border Breakers Award do MIDEM
- 2004 - Convidada de honra no X Cairo International Song Festival 2004
- 2004 - OGAE Video Contest, por Cavaleiro Monge
- 2004 - Nomeação para os Prémios Internacionais Terenci Moix, na área das Artes e Ciências.
- 2005 - Embaixadora de Boa Vontade da UNICEF
- 2005 - Convite para integrar os concertos do Live 8
- 2005 - Nomeação para o prémio BBC Radio 3, na categoria de Melhor Artista da Europa de World Music.
- 2005 - Prémio Fundação Amália Rodrigues - Internacional
- 2006 - Urso de Prata no Festival de Cinema de Berlim, na categoria de Melhor Música de Filme, por Ó Gente da Minha Terra no filme Isabella de Pang Ho-Cheung.
- 2006 - Globo de Ouro, na categoria de Música, como Melhor Intérprete Individual pelo álbum Transparente
- 2006 - Comendadora da Ordem do Infante Dom Henrique (30 de Janeiro)
- 2006 – Nomeação para os Helpmann Awards (Austrália), para o Melhor Concerto Contemporâneo Internacional
- 2006 – Nomeação para o prémio BBC Radio 3, como Melhor Artista da Europa de World Music.
- 2006 – Nomeação para os Emma Gaala (Finlândia), como Melhor Artista Internacional
- 2007 - Nomeação para um Grammy Latino, na categoria de Folk Music
- 2007 - Apresentada pela revista Visão como uma das 25 mulheres mais influentes de Portugal.
- 2008 - Embaixadora do Turismo, pelo Instituto de Turismo de Portugal
- 2008 - Prémio Rádio Clube/O Metro, na categoria de Cultura
- 2008 - Medalha de Vermeil da Sociedade de Artes Ciências e Letras Francesa
- 2008 - Nomeação para um Grammy Latino na categoria de 'Melhor Álbum Folk' pelo CD 'Terra'.
  - Foi escolhida para representar Portugal no projecto 100 most important Women in Europe.
- 2009 - Globo de Ouro para Melhor Intérprete Individual.
- 2010 - Agraciada com a medalha de Chevalier de l’Ordre des Arts et des Lettres atribuída pelo ministro da Cultura de França, Frédéric Mitterrand.[36][37]
- 2018 - Galardoada na 7ª Edição do Prémio Luso-Espanhol de Arte e Cultura
- 2019 - Nomeação para a categoria de Melhor Álbum, com Mariza, Play - Prémios da Música Portuguesa
- 2020 - Vencedora da categoria de Melhor Música de Genérico de Telenovelas, por "Melhor de Mim" (de Terra Brava), Prémios de Televisão Impala[38]
- 2021 -  Nomeações para a categoria de Melhor Álbum de Fado, com Mariza Canta Amália, e para Melhor Artista Feminina, Play - Prémios da Música Portuguesa
- 2024 - Vencedora, como artista convidada, da categoria de Canção do Ano, com "Maria Joana" (Nuno Ribeiro, Calema e Mariza),  Play - Prémios da Música Portuguesa
- 2024 - Reconhecida como uma das 50 Mulheres Mais Influentes de Portugal.[39]

## Criticas e comentários
Ao mesmo tempo que a sua enorme voz, o público era chamado à atenção por outra coisa: a sua imagem. O seu criador habitual é João Rôlo, que lhe permitiu uma imagem de alta-costura que impressionou até o público estrangeiro. Na sua imagem sobressai ainda mais a cor platinada do seu cabelo «à la garçonne». Esta imagem gerou várias críticas do puristas, cujos argumentos colocavam a imagem da fadista longe da imagem que (para eles) o fado deveria ter. Quando lhe colocaram esta questão Mariza referiu que «não foi nada programado».
Outra crítica que lhe foi apontada foi o excesso de temas originalmente interpretados por Amália Rodrigues. A esta Mariza respondeu:
| “ | Se aparecesse um americano a cantar Frank Sinatra era fantástico. Aparece uma fadista a cantar Amália e é muito mau. Será que mais ninguém pode cantar aquilo? Não conheço nenhuma fadista que não cante, pelo menos, um tema da Amália. | ” |

| “ | Ainda hoje não entendo porque sou tão apaixonada por esse poema e por esse fado. | ” |